# غلاف أيوني

طبقات الغلاف الجوي

الغلاف المتأين طبقة موجودة في المتكور الحراري، وتكون فيها جزيئات الغازات المكونة للجو متأينة نتيجة التعرض لأشعة الشمس. يعمل هذا التأين على انعكاس الموجات الراديوية كالمرآة مما يجعل الاتصالات اللاسلكية والبث الإذاعي ممكنا على الأرض.
هي الطبقة التي تلي فاصل (الستراتوبوز) أي من ارتفاع 80 كيلومتر وحتى نهاية الغلاف الجوي

## سمات الطبقة
- خفة غازاتها؛لذلك يسود فيها غاز الهيدروجين والهليوم.
- ترتفع درجة الحرارة فيها تدريجيا بزيادة الإرتفاع.
- لا يوجد فيها من الغلاف الجوي سوى نسبة ضئيلة جدا من وزنه الكلي تقدر بنحو 1=30000 فقط.
- يرجع إليها الفضل في انتقال الإذاعات القصيرة من مكان لآخر على سطح الأرض وتؤثر أيضا على الموجات اللاسلكية بسلسلة متوالية من الانكسارات التي تنتهي بالانعكاس إلى الأرض.

## الجيوفيزياء
الطبقة الايونية(الايونوسفير) مكونه من غلاف من الالكترونات الحرة والذرات والجزيئات المؤينة المشحونة كهربائيا تحيط كوكب الأرض وتمتد من 60 إلى أكثر من 1000 كم. وتستمد الطبقة الايونية وجودها من الاشعة السينية القادمة من الشمس.
الطبقة الجوية القريبة من الأرض تسمى الترابوسفير والتي تمتد من من سطح الأرض إلى 10 كم ثم تليها طبقة الستراتوسفير ثم الميزوسفير.تتكون طبقة الاوزون في الجزء السفلي من طبقة الستراتوسفير.في طبقة الثيرموسفير على ارتفاع أكبر من 80 كم يكون الغلاف الجوي رقيق لدرجة ان الاكترونات بإمكانها ان تتحرك لفترة من الزمن قبل أن تصدم باقرب ايون الموجب. عدد هذه الاكترونات كافي ليؤثر على انتشار موجات الراديو.ان الغلاف الجوي المؤين والذي يحتوي على البلازما يسمى بالايونوسفير. في البلازما، الإلكترونات السالبة الحرة والأيونات الموجبة تنجذب لبعضها البعض عن طريق القوة الكهرومغناطيسية، ولكنها نشطة جدا لدرجة انها لايمكن ان تبقى متحده معا كما يحدث في جزيء محايد كهربائيا.

## اقرأ أيضا
- تروبوسفير
- خط كارمان
- ثيرموسفير
- ميزوسفير
- خط أرمسترونغ
- برنامج الشفق النشط عالي التردد